# 達爾庫爾德足球會
達爾庫爾德足球會（瑞典語：Dalkurd Fotbollsförening, 通常被稱Dalkurd FF或簡稱 Dalkurd ，瑞典語發音：[ˈdɑ̂ːlkɵrd])，一般稱為達爾古特）是一支位於瑞典烏普薩拉的職業足球會，目前於瑞典足球甲级联赛角逐。

## 外部連結
- 官方网站
- Roj Fans Official website
- Dalkurd FF – Laget.se